# Plugari
Plugari là một xã thuộc hạt Iași, România. Dân số thời điểm năm 2002 là 3690 người.